# Matyi Dezső
Matyi Dezső (Siklós, 1968. március 27.–) magyar könyvkiadó, a pécsi Direkt Kft, az Alexandra Kiadó, az Alexandra könyváruház hálózat tulajdonosa.

## Életpályája
Gimnáziumi tanulmányait a pécsi Nagy Lajos Gimnáziumban végezte. Érettségi után a Baranya megyei Tanács Személyzeti Osztályán dolgozott. 1989-ben a Kossuth Kiadó alkalmazottjaként utcai könyvárusítással foglalkozott. 1990-ben megalapította a Direkt Bt.-t. Az utcai árusítást hamarosan felcserélte egy kis könyvesbolttal. Első üzletét, a Senecát 1993-ban vette meg. Üzlete fokozatosan terjeszkedett, Pécsen kívül Mohácson, Szigetváron nyitott újabb könyvesboltokat. Ezt követően a Pécsi Direkt Kft. tulajdonosa lett, amely könyvkiadással és könyvkereskedelemmel foglalkozik. Saját könyvkiadót alapított, amelyet a kislányáról, Alexandráról nevezett el. A  valódi áttörést az jelentette üzleti karrierjében, amikor a bevásárlóközpontokba vitte be a könyvesboltjait. Kizárólagossági szerződést kötött a Plaza Centers-szel. Később könyváruházai láncként működtek, Budapesten két nagy könyváruházat nyitott, a Nyugati téren található Alexandra Könyvesházat és a Károly körúti Alexandra Könyvesházat. Ezekben az áruházakban a nagyközönség  előtt nyitott és ingyenes irodalmi klubok, előadások működtek a magyar irodalmi élet színesítésére. 2005-ben megvette az Európa Könyvkiadót. 2007-ben többségi tulajdonosa lett a PMFC NBII-es labdarúgócsapatot működtető Sorvezető Szolgáltató és Kereskedelmi Kft.-nek. A csapat – melynek működtetője PMFC Sport Kft. –  a labdarúgó bajnokság első osztályának sikeres szereplőjévé vált. 2013. december 27-én rendkívüli sajtótájékoztatón váratlanul bejelentette, hogy a "PMFC-MATIAS működését biztosító Alexandra cégcsoport, illetve azon belül a Matias Borászat [...] 2014. január 1-től megszünteti a finanszírozást a pécsi futballban".
Matyi Dezső vállalkozási elve: „Minden napomat az határozza meg, hogy jobbá tegyem a világot” igen szimpatikus, üzletpolitikája azonban olykor igen hullámzó, 2015 októberében az ellene szervezett tüntetésen például a résztvevők azt kifogásolták, hogy az irányítása alatt lévő, az Alexandra könyvesboltokat üzemeltető Könyvbazár Kft. nem fizeti ki a kiadókat, akik közül emiatt sok már csődközeli helyzetbe került.
2017 elejére Matyi Dezső birodalma összeomlott. Fő cége fizetésképtelenséget jelentett a kiadók felé, cégei csődközelbe, illetve felszámolás alá kerültek. Az átláthatatlan cégcsoportot Matyi Dezső kézivezérléssel irányította, a pénzek ellenőrizetlen és kétes elfolyása a Matyi családba, illetve ismeretlen helyekre oda vezetett, hogy Matyit és volt feleségét számos gazdasági bűncselekmény elkövetésével is vádolják. Matyi Dezső által a kiadók felé okozott kár mértékét nagyságrendileg 3 milliárd forintra becsülik, amely összeghez hasonló mértékű egyéb követelés is társul bankok és egyéb cégek részéről.
2024-ben a rendőrség lezárta a nyomozást az Alexandra-ügyben, s bűncselekmény hiányára hivatkozva nem történt vádemelés. Az eredmény nagy felháborodást váltott ki az érintett könyvkiadók körében.

## Díjai
- Pro Communitate díj (2002)